# Mediolan-San Remo 2008

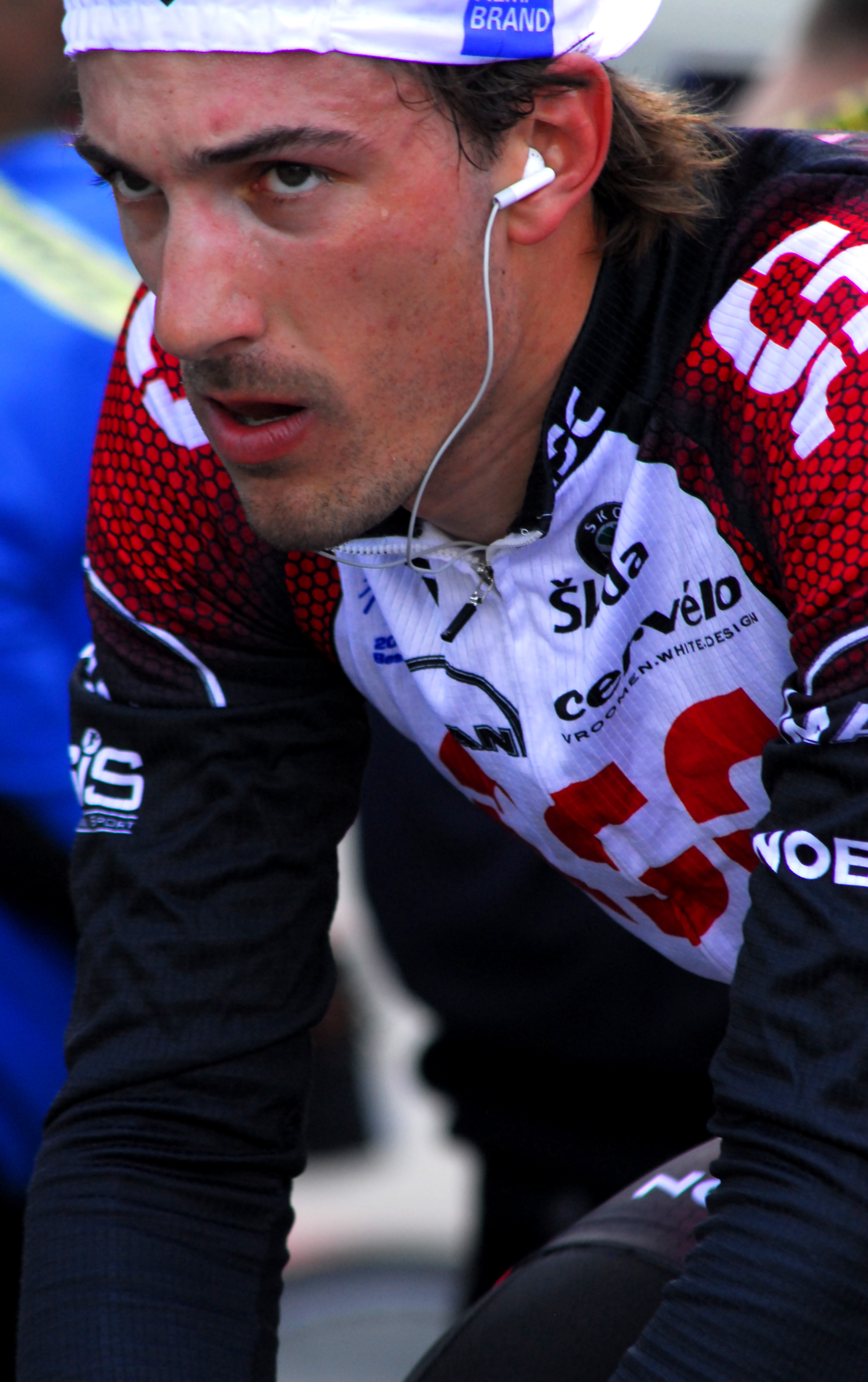
Fabian Cancellara, zwycięzca wyścigu

99. edycja Mediolan-San Remo odbyła się 22 marca 2008. Wyścig rozegrano na trasie o długości 298 km, a czas przejazdu zwycięzcy wyniósł ponad 7 godzin. Triumfatorem został Szwajcar Fabian Cancellara. 

## Wyniki
| M-ce | Imię i nazwisko   | Kraj       | Drużyna               | Czas         |
| ---- | ----------------- | ---------- | --------------------- | ------------ |
| 1.   | Fabian Cancellara | Szwajcaria | Team CSC              | 7h 14min 35s |
| 2.   | Filippo Pozzato   | Włochy     | Liquigas              | + 0.00       |
| 3.   | Philippe Gilbert  | Belgia     | La Française des Jeux | + 0.00       |
| 4.   | Davide Rebellin   | Włochy     | Team Gerolsteiner     | + 0.00       |
| 5.   | Mirco Lorenzetto  | Włochy     | Lampre                | + 0.00       |
| 6.   | Anthony Geslin    | Francja    | Bouygues Telecom      | + 0.00       |
| 7.   | Rinaldo Nocentini | Włochy     | Ag2r-La Mondiale      | + 0.00       |
| 8.   | Oscar Freire      | Hiszpania  | Rabobank              | + 0.05       |
| 9.   | Thor Hushovd      | Norwegia   | Crédit Agricole       | + 0.05       |
| 10.  | Kurt-Asle Arvesen | Norwegia   | Team CSC              | + 0.05       |